# Sub judice
Sub judice é uma expressão em latim que significa "em julgamento".  Em Direito, indica que um caso ou processo em particular está sendo julgado ou está aguardando por uma decisão do juiz ou corte.  Alguns juristas utilizam o termo como sinônimo de "o caso atual" ou "o caso em discussão".
Na Inglaterra e País de Gales,  Irlanda, Nova Zelândia, Austrália, África do Sul, Bangladesh, Índia, Paquistão, Canadá, Sri Lanka e Israel em geral, é considerado inapropriado comentar publicamente sobre os casos “sub judice”, que podem ser uma infração em si, levando a um processo de desrespeito ao tribunal. Isto é particularmente verdadeiro em casos de direito criminal, onde a discussão pública de casos sub judice pode constituir interferência com processo devido.